# Canelinha
Canelinha este un oraș în Santa Catarina (SC), Brazilia.